# Sládek prestonský
Sládek prestonský (ve francouzském originále Le Brasseur de Preston) je komická opera (opéra comique) o třech jednáních francouzského skladatele Adolpha-Charlese Adama na libreto Adolpha de Leuvena (pseudonym hraběte Adolpha Ribbinga, 1800-1884) a Léona-Lévyho Brunswicka (vlastním jménem Léon Lhérie, 1805-1859) z roku 1838. Poprvé byla uvedena v pařížském Théâtre de l'Opéra-Comique dne 13. října 1838.

## Vznik díla
"Sládek prestonský" vznikl na konci 30. let 19. století, v době Adamovy největší popularity a úspěchů, čtyři roky po Chatě v Alpách a dva roky po Postilionovi z Lonjumeau. Nová opera se situační komikou a rázovitými charaktery si ihned získala oblibu, kterou si po zbytek století udržela zejména v té části Evropy, která nejvíce oceňovala profesi titulního hrdiny. Již v roce 1839 se hrála v Bruselu, Amsterdamu, Berlíně, Hamburku a Rize. V Praze měl Sládek velmi úspěšnou premiéru 23. srpna 1839 v německém překladu (Der Brauer von Preston), o dva roky později se hrál též v Brně. V češtině se poprvé objevil až o více než dvacet let později na jevišti Prozatímního divadla (překlad pořídil Václav Juda Novotný, Daniela tehdy zpíval Arnošt Grund).
Ve dvacátém století z jevišť prakticky zmizel. Z hudebních čísel si v Německu oblibu uchoval pochod, který z motivů z opery roku 1843 sestavil vojenský kapelník Karl Zulehner (1805-1847), jinak zakládající člen Mohučského karnevalového spolku. Pod názvem Narrhallamarsch (slovní hříčka z Narr, tj. blázen, a Valhalla) je dodnes oblíbeným karnevalovým pochodem, zejména pro rodnou Mohuč.
Opera Sládek prestonský má předehru a zpěvní čísla proložená mluvenými dialogy ve třech dějstvích, představení trvá asi dvě hodiny.

## Osoby
- Daniel Robinson, sládek v Prestonu (tenor),
- Effie, jeho nevěsta (soprán)
- George Robinson, Danielovo dvojče, poručík britské armády (baryton)
- Toby, seržant (bas)
- Lord Mulgrave, generální pobočník krále (baryton)
- Lovely, pobočník velícího generála (tenor)
- Sir Oliver Jenkins, kapitán (bas)
- Bob, sládek (tenor)
- král Jiří II., Anna Jenkinsová (němé role), dvořané, důstojníci, vojáci, strážní, sládkové, lid

## Děj opery
Děj se odehrává v Anglii kolem roku 1745.

### 1. dějství
(Preston, dvůr pivovaru) V pivovaru začíná pracovní den (sbor Allons, bon courage!) Sládek Bob zpívá o přednostech (anglického) piva oproti (francouzskému) vínu. Přichází však majitel pivovaru, vdovec Daniel Robinson a nařizuje všechnu práci zastavit, vyplácí mimořádnou mzdu a chystá hostinu, aniž by řekl, k jaké příležitosti (scéna a árie Amis, que la besogne cesse...Quand je suis heureux). Effie, dceři zemřelého vrchního sládka, Daniel nakázal, aby se vystrojila do nejlepších šatů, a oznamuje jí, že si našel bohatou nevěstu a ještě dnes bude mít svatbu. Effie na to o samotě reaguje pláčem a kuplety Monsier Robinson est ci bon garçon. To alespoň Daniela přesvědčí, že jeho vlastní city jsou opětovány, a když se všichni sejdou k hostině, představuje jim jako svou nastávající právě Effie (ansámbl Quand un ami nous appelle... Oui, c'est toi, mon Effie). Pro rozveselení zpívá Daniel sládkovskou píseň (Gentil brasseur). Když s Effie osamotní, přizná se jí, že mu mezi hosty schází jen bratr George, poručík královské armády. Na druhé straně jeho bratr Danielovo je jednovaječné dvojče, jak to udělat, aby si je Effie v budoucnu nespletla? Daniel seriózně vymýšlí vhodné způsoby, Effie tento problém příliš vážně nebere (duet Cherchons ensemble, chère Effie... Montagnarde jolie).
Idylu však vyruší seržant Toby, který v pivovaru hledá George Robinsona, svého velitele. Ten se totiž nevrátil zpět do vojenského ležení, ačkoli jeho propustka už dávno vypršela, a hrozí, že bude odsouzen k smrti jakožto zběh (spíše než to ale bytostného vojáka Tobyho pohoršuje, že by byl předtím degradován). Chystá se totiž rozhodující bitva s jakobity. Daniel svatbu k překvapení shromážděných hostí odloží a spěchá i s Effie k vojenskému ležení, aby u krále vyprosil pro bratra milost (finále Pour aller à la chapelle... Que l'espoir, qui m'enflamme).

### 2. dějství
(Vojenský tábor) Probíhá vojenská přehlídka (sbor Voici l'heure de la revue). George stále není k nalezení a pokud se do hodiny nedostaví, bude odsouzen. Když Lovel, pobočník velícího generála, osloví Daniela jako George, seržant Toby v tom uvidí řešení: vydávat Daniela dočasně za zběhlého bratra (scéna Allons, allons, sans plus attendre). Daniel bez nadšení souhlasí, a zatímco se převléká do uniformy, Toby baví vojáky pijáckou písní (Un bon luron, John le dragon). Toby ještě ale musí Daniela názornou lekcí naučit vojáckým způsobům, totiž jak pochodovat, klít, pít a kouřit. Jak se ukáže, ke všem těmto činnostem by měla větší talent Effie (komický tercet Ça n'est pas facile... Cela s'apprend en un instant, který je nejoriginálnějším a nejoblíbenějším číslem opery).
George/Daniel se tedy vyhne smrti, za trest však musí odevzdat svůj meč a je mu nařízen arest v ležení, nemůže se proto účastnit nastávající bitvy. S takovým trestem je Daniel nadmíru spokojen, zato Toby je zděšen a snaží se pro něj získat "milost". Navíc se objeví jistý kapitán Jenkins, který George/Daniela obviní, že svedl a opustil jeho sestru, a vyzývá jej na souboj. Daniel poukazuje na to, že to není možné, protože nemá svůj meč – Toby jej ale vítězoslavně přináší zpět. Daniel ale i tak nemá na souboj čas, protože přece musí nastoupit do vězení – seržant Toby mu ale zvěstuje propuštění.
Svého druhu poslední Danielovou záchranou je, že právě začíná bitva (finále La trompette résonne), do které je volky nevolky poslán. Effie dává svému zoufalství průchod v árii Là-bas, dans la plaine... Dans notre brasserie. Ale za chvíli (Victoire! Victoire!) se Daniel vrací jako hrdina. Jak vysvětluje ve své árii (Tout-à-l'heure, tant bien que mal), posadili jej na koně, který byl pro sládka cizí zvíře. Ve frontové linii se mu jej podařilo bezděky rozběhnout a zabrzdit ho neuměl. Oddíl následoval Daniela do útoku a tomu nakonec nezbylo, než se dát hlava nehlava do boje. Nový hrdina je pověřen, aby donesl zprávu o vítězství a ukořistěné zástavy králi (Pour récompenser votre zèle).

### 3. dějství
(Galerie Windsorského zámku) Daniel je na audienci u krále, Toby a Effie na něj čekají. Daniel byl z této příležitosti celý nesvůj, zato Toby by trému neměl (kuplety Si j'avais à parler au roi). Při audienci král dostal nemilou zprávu; Daniel spekuluje, že se dověděl o jeho "podvodu", a jeho strach se mísí s hořkostí vůči bratrovi (romance Pour sauver ta vie). Ve skutečnosti ale král dostal špatné zprávy z Irska a v reakci na ně povýšil George/Daniela do hodnosti majora a pověřil jej vedením irské kampaně. Daniel opět není vyznamenáním nadšen, zejména když se opět objeví kapitán Jenkins s připravenou svatební smlouvou, kterou Daniela nutí podepsat.
Daniel se snaží získat čas na králi i na Jenkinsovi a chvíli se zdá, že se to povede, alespoň po dobu milostného duetu Ah! pour nous quel bonheur. Oba dotyční však dohodli jinak: Daniel si má okamžitě vzít slečnu Jenkinsovou a ihned poté vyrazit na válečnou výpravu. V poslední chvíli se konečně vrací pravý George Robinson. Ten je ochoten od Daniela převzít zpět jeho vojenské povinnosti i závazky ke slečně Jenkinsové. Daniela a Effie se konečně mohou vrátit do svého pivovaru a konat vlastní svatbu (finále C'en est trop!... Quel doux espoir).